# Persone di nome Norbert
| Questa pagina contiene informazioni ricavate automaticamente dalle voci biografiche con l'ausilio del template Bio e di un bot. L'aggiornamento è periodico e automatico e ricostruisce completamente la pagina. Se manca una persona in questa lista, sei pregato di non aggiungerla, ma accertati piuttosto che la sua voce biografica contenga il template Bio e che i dati anagrafici siano correttamente compilati. Se il template Bio manca, inseriscilo tu stesso o, in alternativa, metti l'avviso {{tmp\|Bio}} che ne segnala la mancanza. Se i dati riportati sono sbagliati, correggi direttamente la voce biografica; le modifiche saranno visibili in questa lista entro pochi giorni. Per chiarimenti vedi il progetto antroponimi. La lista contiene solo le 96 persone che sono citate nell'enciclopedia e per le quali è stato implementato correttamente il template Bio. Pagina aggiornata al 16 ott 2024. |

Questa è una lista di persone presenti nell'enciclopedia che hanno il prenome Norbert, suddivise per attività principale.

## Allenatori di calcio(3)
- Norbert Eder, allenatore di calcio e calciatore tedesco (Bibergau, n. 1955 - Stephanskirchen, † 2019)
- Norbert Hrnčár, allenatore di calcio e ex calciatore slovacco (Nitra, n. 1970)
- Norbert Meier, allenatore di calcio e ex calciatore tedesco (Reinbek, n. 1958)

## Altisti(1)
- Norbert Kobielski, altista polacco (Inowrocław, n. 1997)

## Arbitri di calcio(1)
- Norbert Hauata, arbitro di calcio francese (Haapiti, n. 1979)

## Arcivescovi cattolici(1)
- Norbert José Henri Turini, arcivescovo cattolico francese (Cannes, n. 1954)

## Astronomi(1)
- Norbert Ehring, astronomo tedesco (Flensburgo)

## Attori(3)
- Norbert Leo Butz, attore e cantante statunitense (Saint Louis, n. 1967)
- Norbert Növényi, attore e ex lottatore ungherese (Budapest, n. 1957)
- Norbert Schiller, attore e regista austriaco (Vienna, n. 1899 - Santa Barbara, † 1988)

## Calciatori(19)
- Norbert Balogh, calciatore ungherese (Hajdúböszörmény, n. 1996)
- Norbert Dickel, ex calciatore tedesco (Berghausen, n. 1961)
- Norbert Eschmann, calciatore svizzero (Besançon, n. 1933 - Losanna, † 2009)
- Norbert Gyömbér, calciatore slovacco (Revúca, n. 1992)
- Norbert Hof, calciatore austriaco (Vienna, n. 1944 - † 2020)
- Norbert Kundrák, calciatore ungherese (Miskolc, n. 1999)
- Norbert Könyves, calciatore ungherese (Bačka Topola, n. 1989)
- Norbert Mészáros, calciatore ungherese (Pápa, n. 1980)
- Norbert Nachtweih, ex calciatore tedesco (Sangerhausen, n. 1957)
- Norbert Nagy, calciatore ungherese (Hajdúnánás, n. 1969 - Szombathely, † 2003)
- Norbert Nigbur, ex calciatore tedesco (Gelsenkirchen, n. 1948)
- Norbert Pogrzeba, ex calciatore polacco (Bytom, n. 1939)
- Norbert Ringels, ex calciatore tedesco (n. 1956)
- Norbert Rudolph, ex calciatore tedesco orientale (n. 1960)
- Norbert Szendrei, calciatore ungherese (Nyíregyháza, n. 2000)
- Norbert Szélpál, calciatore ungherese (Seghedino, n. 1996)
- Norbert Trieloff, ex calciatore tedesco orientale (Rostock, n. 1957)
- Norbert Van Caeneghem, calciatore francese (Roubaix, n. 1912 - Roubaix, † 1962)
- Norbert Witkowski, ex calciatore polacco (Olsztyn, n. 1981)

## Canoisti(1)
- Norbert Sattler, canoista austriaco (Kötschach-Mauthen, n. 1951 - † 2023)

## Cestisti(3)
- Norbert Thimm, ex cestista tedesco (Dortmund, n. 1949)
- Norbert Tóth, cestista ungherese (Budapest, n. 1986)
- Norbert Valis, ex cestista e allenatore di pallacanestro svizzero (Lucerna, n. 1971)

## Chirurghi(1)
- Norbert Pallua, chirurgo italiano (Brunico, n. 1952)

## Ciclisti su strada(1)
- Norbert Krapf, ex ciclista su strada svizzero (Herisau, n. 1949)

## Compositori di scacchi(1)
- Norbert Kovács, compositore di scacchi ungherese (Vienna, n. 1874 - Budapest, † 1946)

## Criminali(1)
- Norbert Feher, criminale e serial killer serbo (Subotica, n. 1981)

## Direttori d'orchestra(1)
- Norbert Nozy, direttore d'orchestra e sassofonista belga (Halen, n. 1952)

## Direttori della fotografia(1)
- Norbert Brodine, direttore della fotografia statunitense (St. Joseph, n. 1896 - Los Angeles, † 1970)

## Dirigenti d'azienda(1)
- Norbert Reithofer, dirigente d'azienda tedesco (Penzberg, n. 1956)

## Filosofi(1)
- Norbert Samuelson, filosofo e teologo statunitense (n. 1936)

## Fumettisti(1)
- Norma, fumettista e illustratore francese (Algeri, n. 1946 - Angoulême, † 2021)

## Giavellottisti(2)
- Norbert Bonvecchio, giavellottista italiano (Trento, n. 1985)
- Norbert Rivasz-Tóth, giavellottista ungherese (Törökszentmiklós, n. 1996)

## Giornalisti(2)
- Norbert Haug, giornalista tedesco (Engelsbrand, n. 1952)
- Norbert Werner, giornalista austriaco (Laxenburg - Lubiana, † 1991)

## Hockeisti su ghiaccio(3)
- Norbert Gasser, ex hockeista su ghiaccio italiano (Bolzano, n. 1957)
- Norm Malloy, hockeista su ghiaccio canadese (Renfrew, n. 1905 - Regina, † 1982)
- Stuffy Mueller, hockeista su ghiaccio canadese (Waterloo, n. 1906 - Toronto, † 1956)

## Illusionisti(1)
- Norbert Ferré, illusionista e direttore artistico francese (Marsiglia, n. 1975)

## Ingegneri(2)
- Norbert Riedel, ingegnere tedesco (n. 1914 - † 1963)
- Norbert Singer, ingegnere, progettista e manager tedesco (Cheb, n. 1939)

## Matematici(1)
- Norbert Wiener, matematico e statistico statunitense (Columbia, n. 1894 - Stoccolma, † 1964)

## Medaglisti(1)
- Norbert Roëttiers, medaglista francese (Anversa - Choisy-le-Roi, † 1727)

## Missionari(1)
- Norbert Čapek, missionario ceco (Radomyšl, n. 1870 - campo di concentramento di Dachau, † 1942)

## Musicologi(2)
- Norbert Dufourcq, musicologo e musicista francese (Saint-Jean-de-Braye, n. 1904 - Parigi, † 1990)
- Norbert Gertsch, musicologo tedesco (Rheinkamp, n. 1967)

## Nuotatori(2)
- Norbert Rózsa, ex nuotatore ungherese (Budapest, n. 1972)
- Norbert Trandafir, ex nuotatore rumeno (Târgu Mureș, n. 1988)

## Pallanuotisti(3)
- Norbert Hosnyánszky, pallanuotista ungherese (Budapest, n. 1984)
- Norbert Madaras, ex pallanuotista ungherese (Eger, n. 1979)
- Boyty Staudt, pallanuotista lussemburghese (Lussemburgo, n. 1907 - Lussemburgo, † 1989)

## Pallavolisti(2)
- Norbert Huber, pallavolista polacco (Brzozów, n. 1998)
- Norbert Walter, pallavolista tedesco (Berlino, n. 1975)

## Pattinatori artistici su ghiaccio(2)
- Norbert Felsinger, ex pattinatore artistico su ghiaccio austriaco (n. 1939)
- Norbert Schramm, ex pattinatore artistico su ghiaccio tedesco (Norimberga, n. 1960)

## Piloti automobilistici(1)
- Norbert Michelisz, pilota automobilistico ungherese (Mohács, n. 1984)

## Pittori(2)
- Norbert Bisky, pittore tedesco (Lipsia, n. 1970)
- Norbert van Bloemen, pittore fiammingo (Anversa, n. 1670 - Amsterdam, † 1746)

## Poeti(1)
- Norbert Conrad Kaser, poeta e scrittore italiano (Bressanone, n. 1947 - Brunico, † 1978)

## Politici(6)
- Norbert Hofer, politico austriaco (Vorau, n. 1971)
- Norbert Lammert, politico tedesco (Bochum, n. 1948)
- Norbert Lins, politico tedesco (Ravensburg, n. 1977)
- Norbert Ratsirahonana, politico malgascio (Antsiranana, n. 1938)
- Norbert Röttgen, politico tedesco (Meckenheim, n. 1965)
- Norbert Walter-Borjans, politico tedesco (Krefeld, n. 1952)

## Rapper(1)
- Smolasty, rapper polacco (Varsavia, n. 1995)

## Registi(2)
- Norbert Carbonnaux, regista cinematografico e sceneggiatore francese (Neuilly-sur-Seine, n. 1918 - † 1997)
- Norbert Kückelmann, regista e sceneggiatore tedesco (Monaco di Baviera, n. 1930 - † 2017)

## Religiosi(1)
- Norbert Klein, religioso, teologo e vescovo cattolico austriaco (Rýžoviště, n. 1866 - Vienna, † 1933)

## Schermidori(1)
- Norbert Jaskot, schermidore polacco (Poznań, n. 1971)

## Sciatori alpini(2)
- Norbert Holzknecht, ex sciatore alpino austriaco (Grinzens, n. 1976)
- Norbert Wendner, ex sciatore alpino austriaco (n. 1947)

## Scrittori(2)
- Norbert Davis, scrittore statunitense (Morrison, n. 1909 - Harwich, † 1949)
- Norbert Gstrein, scrittore austriaco (Mils bei Imst, n. 1961)

## Sindacalisti(1)
- Norbert Bézard, sindacalista francese (Loué, n. 1896 - Parigi, † 1956)

## Slittinisti(2)
- Norbert Hahn, ex slittinista tedesco orientale (Elbingerode, n. 1954)
- Norbert Huber, ex slittinista italiano (Brunico, n. 1964)

## Sociologi(1)
- Norbert Elias, sociologo tedesco (Breslavia, n. 1897 - Amsterdam, † 1990)

## Sollevatori(2)
- Norbert Ozimek, ex sollevatore polacco (Varsavia, n. 1945)
- Norbert Schemansky, sollevatore statunitense (Detroit, n. 1924 - Dearborn, † 2016)

## Storici(1)
- Norbert Kamp, storico tedesco (Niese, n. 1927 - Braunschweig, † 1999)

## Tennisti(1)
- Norbert Gombos, tennista slovacco (Bratislava, n. 1990)

## Teologi(1)
- Norbert Lüdecke, teologo tedesco (Düsseldorf, n. 1959)

## Vescovi cattolici(1)
- Norbert Trelle, vescovo cattolico tedesco (Kassel, n. 1942)

## Senza attività specificata(1)
- Norbert Klaar, ex tiratore a segno tedesco (n. 1954)